# Дволанцюгові зворотно-транскипційні ДНК-віруси
Група VІІ: дволанцюгові зворотно-транскипційні ДНК-віруси (длДНК-ЗТ віруси) — сьома група найменша сукупність подібних за складом та будовою видів вірусів з дволанцюговою ДНК, що ковалентно замкнута у формі кільця і є матрицею для синтезу мРНК вірусу, а також субгеномних РНК, яка в свою чергу служить матрицею для синтезу ДНК-генома ферментом зворотної транскриптази вірусу.
Ряд
Родина
Підродина
Рід
Вид
Структура / Реплікація
| Вірус                   | Вірус         | Вірус                   | Вірус            | Вірус                                               | Структура   | Симетрія | Капсид         | Організація геному | Сегментація геному | Хазяїн         | Тканинний тропізм | Проникнення вірусу                       | Виділення вірусу | Місце реплікації | Місце збору | Передача     |
| ----------------------- | ------------- | ----------------------- | ---------------- | --------------------------------------------------- | ----------- | -------- | -------------- | ------------------ | ------------------ | -------------- | ----------------- | ---------------------------------------- | ---------------- | ---------------- | ----------- | ------------ |
| Невизначеного положення |               |                         |                  |                                                     |             |          |                |                    |                    |                |                   |                                          |                  |                  |             |              |
|                         | Гепаднавіруси |                         |                  |                                                     |             |          |                |                    |                    |                |                   |                                          |                  |                  |             |              |
|                         |               | Невизначеного положення |                  |                                                     |             |          |                |                    |                    |                |                   |                                          |                  |                  |             |              |
|                         |               |                         | Авігепаднавіруси |                                                     |             |          |                |                    |                    |                |                   |                                          |                  |                  |             |              |
|                         |               |                         |                  | Вірус гепатиту B качок                              | Ікосаедрний | T-4      | Безоболонковий | Кільцевий          | Одноланцюговий     | Птахи          | Гепатоцити        | В клітину шляхом рецепторного ендоцитозу | Брунькування     | Ядро             | Цитоплазма  | [a]          |
|                         |               |                         |                  | Вірус гепатиту B чаплевих                           | Ікосаедрний | T-4      | Безоболонковий | Кільцевий          | Одноланцюговий     | Птахи          | Гепатоцити        | В клітину шляхом рецепторного ендоцитозу | Брунькування     | Ядро             | Цитоплазма  | [a]          |
|                         |               |                         | Ортогепаднавірус |                                                     |             |          |                |                    |                    |                |                   |                                          |                  |                  |             |              |
|                         |               |                         |                  | Вірус гепатиту B лиликоподібних                     | Ікосаедрний | T-4      | Безоболонковий | Кільцевий          | Одноланцюговий     | Людина; ссавці | Гепатоцити        | В клітину шляхом рецепторного ендоцитозу | Брунькування     | Ядро             | Цитоплазма  | [a]          |
|                         |               |                         |                  | Вірус гепатиту ховрашків                            | Ікосаедрний | T-4      | Безоболонковий | Кільцевий          | Одноланцюговий     | Людина; ссавці | Гепатоцити        | В клітину шляхом рецепторного ендоцитозу | Брунькування     | Ядро             | Цитоплазма  | [a]          |
|                         |               |                         |                  | Вірус гепатиту B                                    | Ікосаедрний | T-4      | Безоболонковий | Кільцевий          | Одноланцюговий     | Людина; ссавці | Гепатоцити        | В клітину шляхом рецепторного ендоцитозу | Брунькування     | Ядро             | Цитоплазма  | [a]          |
|                         |               |                         |                  | Вірус гепатиту Вудчак                               | Ікосаедрний | T-4      | Безоболонковий | Кільцевий          | Одноланцюговий     | Людина; ссавці | Гепатоцити        | В клітину шляхом рецепторного ендоцитозу | Брунькування     | Ядро             | Цитоплазма  | [a]          |
|                         |               |                         |                  | Вірус гепатиту шерстистих мавп                      | Ікосаедрний | T-4      | Безоболонковий | Кільцевий          | Одноланцюговий     | Людина; ссавці | Гепатоцити        | В клітину шляхом рецепторного ендоцитозу | Брунькування     | Ядро             | Цитоплазма  | [a]          |
|                         | Каулімовіруси |                         |                  |                                                     |             |          |                |                    |                    |                |                   |                                          |                  |                  |             |              |
|                         |               | Невизначеного положення |                  |                                                     |             |          |                |                    |                    |                |                   |                                          |                  |                  |             |              |
|                         |               |                         | Баднавірус       |                                                     |             |          |                |                    |                    |                |                   |                                          |                  |                  |             |              |
|                         |               |                         |                  | Вірус бацилярної аглаонеми                          | Бацилярний  | T-3      | Безоболонковий | Кільцевий          | Одноланцюговий     | Рослини        | Відсутній         | Вірусний рух; МІ                         | Вірусний рух     | Ядро             | Цитоплазма  | [b]          |
|                         |               |                         |                  | Вірус смугастості банану GF                         | Бацилярний  | T-3      | Безоболонковий | Кільцевий          | Одноланцюговий     | Рослини        | Відсутній         | Вірусний рух; МІ                         | Вірусний рух     | Ядро             | Цитоплазма  | [b]          |
|                         |               |                         |                  | Вірус смугастості банану IM                         | Бацилярний  | T-3      | Безоболонковий | Кільцевий          | Одноланцюговий     | Рослини        | Відсутній         | Вірусний рух; МІ                         | Вірусний рух     | Ядро             | Цитоплазма  | [b]          |
|                         |               |                         |                  | Вірус смугастості банану MY                         | Бацилярний  | T-3      | Безоболонковий | Кільцевий          | Одноланцюговий     | Рослини        | Відсутній         | Вірусний рух; МІ                         | Вірусний рух     | Ядро             | Цитоплазма  | [b]          |
|                         |               |                         |                  | Вірус смугастості банану OL                         | Бацилярний  | T-3      | Безоболонковий | Кільцевий          | Одноланцюговий     | Рослини        | Відсутній         | Вірусний рух; МІ                         | Вірусний рух     | Ядро             | Цитоплазма  | [b]          |
|                         |               |                         |                  | Вірус смугастості банану UA                         | Бацилярний  | T-3      | Безоболонковий | Кільцевий          | Одноланцюговий     | Рослини        | Відсутній         | Вірусний рух; МІ                         | Вірусний рух     | Ядро             | Цитоплазма  | [b]          |
|                         |               |                         |                  | Вірус смугастості банану UI                         | Бацилярний  | T-3      | Безоболонковий | Кільцевий          | Одноланцюговий     | Рослини        | Відсутній         | Вірусний рух; МІ                         | Вірусний рух     | Ядро             | Цитоплазма  | [b]          |
|                         |               |                         |                  | Вірус смугастості банану UL                         | Бацилярний  | T-3      | Безоболонковий | Кільцевий          | Одноланцюговий     | Рослини        | Відсутній         | Вірусний рух; МІ                         | Вірусний рух     | Ядро             | Цитоплазма  | [b]          |
|                         |               |                         |                  | Вірус смугастості банану UM                         | Бацилярний  | T-3      | Безоболонковий | Кільцевий          | Одноланцюговий     | Рослини        | Відсутній         | Вірусний рух; МІ                         | Вірусний рух     | Ядро             | Цитоплазма  | [b]          |
|                         |               |                         |                  | Вірус смугастості банану VN                         | Бацилярний  | T-3      | Безоболонковий | Кільцевий          | Одноланцюговий     | Рослини        | Відсутній         | Вірусний рух; МІ                         | Вірусний рух     | Ядро             | Цитоплазма  | [b]          |
|                         |               |                         |                  | Вірус хлоротичних смуг вен бугенвілії               | Бацилярний  | T-3      | Безоболонковий | Кільцевий          | Одноланцюговий     | Рослини        | Відсутній         | Вірусний рух; МІ                         | Вірусний рух     | Ядро             | Цитоплазма  | [b]          |
|                         |               |                         |                  | Какао опухлі стріляти вірусу                        | Бацилярний  | T-3      | Безоболонковий | Кільцевий          | Одноланцюговий     | Рослини        | Відсутній         | Вірусний рух; МІ                         | Вірусний рух     | Ядро             | Цитоплазма  | [b]          |
|                         |               |                         |                  | Вірус жовтої плямистості канни                      | Бацилярний  | T-3      | Безоболонковий | Кільцевий          | Одноланцюговий     | Рослини        | Відсутній         | Вірусний рух; МІ                         | Вірусний рух     | Ядро             | Цитоплазма  | [b]          |
|                         |               |                         |                  | Вірус жовтої мозаїки цитрусових                     | Бацилярний  | T-3      | Безоболонковий | Кільцевий          | Одноланцюговий     | Рослини        | Відсутній         | Вірусний рух; МІ                         | Вірусний рух     | Ядро             | Цитоплазма  | [b]          |
|                         |               |                         |                  | Вірус жовтої плямистості коммеліни                  | Бацилярний  | T-3      | Безоболонковий | Кільцевий          | Одноланцюговий     | Рослини        | Відсутній         | Вірусний рух; МІ                         | Вірусний рух     | Ядро             | Цитоплазма  | [b]          |
|                         |               |                         |                  | Вірус бацилярний AL діоскореї                       | Бацилярний  | T-3      | Безоболонковий | Кільцевий          | Одноланцюговий     | Рослини        | Відсутній         | Вірусний рух; МІ                         | Вірусний рух     | Ядро             | Цитоплазма  | [b]          |
|                         |               |                         |                  | Вірус бацилярний SN діоскореї                       | Бацилярний  | T-3      | Безоболонковий | Кільцевий          | Одноланцюговий     | Рослини        | Відсутній         | Вірусний рух; МІ                         | Вірусний рух     | Ядро             | Цитоплазма  | [b]          |
|                         |               |                         |                  | Баднавірус ризу 1                                   | Бацилярний  | T-3      | Безоболонковий | Кільцевий          | Одноланцюговий     | Рослини        | Відсутній         | Вірусний рух; МІ                         | Вірусний рух     | Ядро             | Цитоплазма  | [b]          |
|                         |               |                         |                  | Вірус пов'язаний зі смугами вен аґрусу              | Бацилярний  | T-3      | Безоболонковий | Кільцевий          | Одноланцюговий     | Рослини        | Відсутній         | Вірусний рух; МІ                         | Вірусний рух     | Ядро             | Цитоплазма  | [b]          |
|                         |               |                         |                  | Вірус очищення вен виноградної лози                 | Бацилярний  | T-3      | Безоболонковий | Кільцевий          | Одноланцюговий     | Рослини        | Відсутній         | Вірусний рух; МІ                         | Вірусний рух     | Ядро             | Цитоплазма  | [b]          |
|                         |               |                         |                  | Вірус з високо кров'янистим виділенням у каланхое   | Бацилярний  | T-3      | Безоболонковий | Кільцевий          | Одноланцюговий     | Рослини        | Відсутній         | Вірусний рух; МІ                         | Вірусний рух     | Ядро             | Цитоплазма  | [b]          |
|                         |               |                         |                  | Вірус пов'язаний з жовтою мозаїкою японської софори | Бацилярний  | T-3      | Безоболонковий | Кільцевий          | Одноланцюговий     | Рослини        | Відсутній         | Вірусний рух; МІ                         | Вірусний рух     | Ядро             | Цитоплазма  | [b]          |
|                         |               |                         |                  | Вірус бацилярний CO ананасу                         | Бацилярний  | T-3      | Безоболонковий | Кільцевий          | Одноланцюговий     | Рослини        | Відсутній         | Вірусний рух; МІ                         | Вірусний рух     | Ядро             | Цитоплазма  | [b]          |
|                         |               |                         |                  | Вірус бацилярний ER ананасу                         | Бацилярний  | T-3      | Безоболонковий | Кільцевий          | Одноланцюговий     | Рослини        | Відсутній         | Вірусний рух; МІ                         | Вірусний рух     | Ядро             | Цитоплазма  | [b]          |
|                         |               |                         |                  | Вірус жовтої плямистості перцю                      | Бацилярний  | T-3      | Безоболонковий | Кільцевий          | Одноланцюговий     | Рослини        | Відсутній         | Вірусний рух; МІ                         | Вірусний рух     | Ядро             | Цитоплазма  | [b]          |
|                         |               |                         |                  | Вірус жовтого очищення малини                       | Бацилярний  | T-3      | Безоболонковий | Кільцевий          | Одноланцюговий     | Рослини        | Відсутній         | Вірусний рух; МІ                         | Вірусний рух     | Ядро             | Цитоплазма  | [b]          |
|                         |               |                         |                  | Вірус кільцевої плямистості шефлери                 | Бацилярний  | T-3      | Безоболонковий | Кільцевий          | Одноланцюговий     | Рослини        | Відсутній         | Вірусний рух; МІ                         | Вірусний рух     | Ядро             | Цитоплазма  | [b]          |
|                         |               |                         |                  | Вірус жовтої плямистості листя таволги              | Бацилярний  | T-3      | Безоболонковий | Кільцевий          | Одноланцюговий     | Рослини        | Відсутній         | Вірусний рух; МІ                         | Вірусний рух     | Ядро             | Цитоплазма  | [b]          |
|                         |               |                         |                  | Вірус бацилярний IM цукрової тростини               | Бацилярний  | T-3      | Безоболонковий | Кільцевий          | Одноланцюговий     | Рослини        | Відсутній         | Вірусний рух; МІ                         | Вірусний рух     | Ядро             | Цитоплазма  | [b]          |
|                         |               |                         |                  | Вірус бацилярний MO цукрової тростини               | Бацилярний  | T-3      | Безоболонковий | Кільцевий          | Одноланцюговий     | Рослини        | Відсутній         | Вірусний рух; МІ                         | Вірусний рух     | Ядро             | Цитоплазма  | [b]          |
|                         |               |                         |                  | Вірус ракакуї батату                                | Бацилярний  | T-3      | Безоболонковий | Кільцевий          | Одноланцюговий     | Рослини        | Відсутній         | Вірусний рух; МІ                         | Вірусний рух     | Ядро             | Цитоплазма  | [b]          |
|                         |               |                         |                  | Вірус бацилярний таро                               | Бацилярний  | T-3      | Безоболонковий | Кільцевий          | Одноланцюговий     | Рослини        | Відсутній         | Вірусний рух; МІ                         | Вірусний рух     | Ядро             | Цитоплазма  | [b]          |
|                         |               |                         | Каулімовірус     |                                                     |             |          |                |                    |                    |                |                   |                                          |                  |                  |             |              |
|                         |               |                         |                  | Вірус вигравіруваних кілець гвоздики                | Ікосаедрний | T-7      | Безоболонковий | Кільцевий          | Одноланцюговий     | Рослини        | Відсутній         | Вірусний рух; МІ                         | Вірусний рух     | Ядро             | Цитоплазма  | МІ: попелиці |
|                         |               |                         |                  | Вірус мозаїки цвітної капусти                       | Ікосаедрний | T-7      | Безоболонковий | Кільцевий          | Одноланцюговий     | Рослини        | Відсутній         | Вірусний рух; МІ                         | Вірусний рух     | Ядро             | Цитоплазма  | МІ: попелиці |
|                         |               |                         |                  | Вірус мозаїки жоржини                               | Ікосаедрний | T-7      | Безоболонковий | Кільцевий          | Одноланцюговий     | Рослини        | Відсутній         | Вірусний рух; МІ                         | Вірусний рух     | Ядро             | Цитоплазма  | МІ: попелиці |
|                         |               |                         |                  | Вірус мозаїки ранника                               | Ікосаедрний | T-7      | Безоболонковий | Кільцевий          | Одноланцюговий     | Рослини        | Відсутній         | Вірусний рух; МІ                         | Вірусний рух     | Ядро             | Цитоплазма  | МІ: попелиці |
|                         |               |                         |                  | Латентний вірус хріну                               | Ікосаедрний | T-7      | Безоболонковий | Кільцевий          | Одноланцюговий     | Рослини        | Відсутній         | Вірусний рух; МІ                         | Вірусний рух     | Ядро             | Цитоплазма  | МІ: попелиці |
|                         |               |                         |                  | Вірус спотворення листя глушиці                     | Ікосаедрний | T-7      | Безоболонковий | Кільцевий          | Одноланцюговий     | Рослини        | Відсутній         | Вірусний рух; МІ                         | Вірусний рух     | Ядро             | Цитоплазма  | МІ: попелиці |
|                         |               |                         |                  | Вірус мозаїки мірабіліси                            | Ікосаедрний | T-7      | Безоболонковий | Кільцевий          | Одноланцюговий     | Рослини        | Відсутній         | Вірусний рух; МІ                         | Вірусний рух     | Ядро             | Цитоплазма  | МІ: попелиці |
|                         |               |                         |                  | Вірус сої Патнем                                    | Ікосаедрний | T-7      | Безоболонковий | Кільцевий          | Одноланцюговий     | Рослини        | Відсутній         | Вірусний рух; МІ                         | Вірусний рух     | Ядро             | Цитоплазма  | МІ: попелиці |
|                         |               |                         |                  | Вірус смугастості вен садової суниці                | Ікосаедрний | T-7      | Безоболонковий | Кільцевий          | Одноланцюговий     | Рослини        | Відсутній         | Вірусний рух; МІ                         | Вірусний рух     | Ядро             | Цитоплазма  | МІ: попелиці |
|                         |               |                         |                  | Вірус крапчатості будяку                            | Ікосаедрний | T-7      | Безоболонковий | Кільцевий          | Одноланцюговий     | Рослини        | Відсутній         | Вірусний рух; МІ                         | Вірусний рух     | Ядро             | Цитоплазма  | МІ: попелиці |
|                         |               |                         | Кавемовірус      |                                                     |             |          |                |                    |                    |                |                   |                                          |                  |                  |             |              |
|                         |               |                         |                  | Вірус мозаїки вени маніоки                          | Ікосаедрний | T-7      | Безоболонковий | Кільцевий          | Одноланцюговий     | Рослини        | Відсутній         | Вірусний рух; МІ                         | Вірусний рух     | Ядро             | Цитоплазма  | МІ: попелиці |
|                         |               |                         |                  | Вірус змови батату                                  | Ікосаедрний | T-7      | Безоболонковий | Кільцевий          | Одноланцюговий     | Рослини        | Відсутній         | Вірусний рух; МІ                         | Вірусний рух     | Ядро             | Цитоплазма  | МІ: попелиці |
|                         |               |                         | Петувірус        |                                                     |             |          |                |                    |                    |                |                   |                                          |                  |                  |             |              |
|                         |               |                         |                  | Вірус очищення вен петунії                          | Ікосаедрний | T-7      | Безоболонковий | Кільцевий          | Одноланцюговий     | Рослини        | Відсутній         | Вірусний рух; МІ                         | Вірусний рух     | Ядро             | Цитоплазма  | Grafting     |
|                         |               |                         | Росаднавірус     |                                                     |             |          |                |                    |                    |                |                   |                                          |                  |                  |             |              |
|                         |               |                         |                  | Вірус жовтої вени шипшини                           | Ікосаедрний | T-7      | Безоболонковий | Кільцевий          | Одноланцюговий     | Рослини        | Відсутній         | Вірусний рух; МІ                         | Вірусний рух     | Ядро             | Цитоплазма  | МІ: попелиці |
|                         |               |                         | Солендовірус     |                                                     |             |          |                |                    |                    |                |                   |                                          |                  |                  |             |              |
|                         |               |                         |                  | Вірус очищення вен батату                           | Ікосаедрний | T-7      | Безоболонковий | Кільцевий          | Одноланцюговий     | Рослини        | Відсутній         | Вірусний рух; МІ                         | Вірусний рух     | Ядро             | Цитоплазма  | Seeds        |
|                         |               |                         |                  | Вірус очищення вен тютюну                           | Ікосаедрний | T-7      | Безоболонковий | Кільцевий          | Одноланцюговий     | Рослини        | Відсутній         | Вірусний рух; МІ                         | Вірусний рух     | Ядро             | Цитоплазма  | Seeds        |
|                         |               |                         | Соумовірус       |                                                     |             |          |                |                    |                    |                |                   |                                          |                  |                  |             |              |
|                         |               |                         |                  | Вірус кільцевої червоної плямистості лохини         | Ікосаедрний | T-7      | Безоболонковий | Кільцевий          | Одноланцюговий     | Рослини        | Відсутній         | Вірусний рух; МІ                         | Вірусний рух     | Ядро             | Цитоплазма  | МІ: попелиці |
|                         |               |                         |                  | Вірус скручування листя жовтої цеструми             | Ікосаедрний | T-7      | Безоболонковий | Кільцевий          | Одноланцюговий     | Рослини        | Відсутній         | Вірусний рух; МІ                         | Вірусний рух     | Ядро             | Цитоплазма  | МІ: попелиці |
|                         |               |                         |                  | Вірус хлоротичних прожилок арахісу                  | Ікосаедрний | T-7      | Безоболонковий | Кільцевий          | Одноланцюговий     | Рослини        | Відсутній         | Вірусний рух; МІ                         | Вірусний рух     | Ядро             | Цитоплазма  | МІ: попелиці |
|                         |               |                         |                  | Вірус хлоротичної крапчатості сої                   | Ікосаедрний | T-7      | Безоболонковий | Кільцевий          | Одноланцюговий     | Рослини        | Відсутній         | Вірусний рух; МІ                         | Вірусний рух     | Ядро             | Цитоплазма  | МІ: попелиці |
|                         |               |                         | Тунгровірус      |                                                     |             |          |                |                    |                    |                |                   |                                          |                  |                  |             |              |
|                         |               |                         |                  | Тунгровірус бацилярний ризу                         | Бацилярний  | T-3      | Безоболонковий | Кільцевий          | Одноланцюговий     | Рослини        | Відсутній         | Вірусний рух; МІ                         | Вірусний рух     | Ядро             | Цитоплазма  | МІ: попелиці |
|                         |               |                         |                  |                                                     |             |          |                |                    |                    |                |                   |                                          |                  |                  |             |              |

^  Вертикальний: спадковість; секс; кров
^  Механічна інокуляція: червеці; механічний; рани; насіння